# Pine Lake (Arizona)
Pine Lake è un census-designated place (CDP) degli Stati Uniti d'America, situato nello stato dell'Arizona, nella contea di Mohave.